# Нанешти (Бакау)
Нанешти (рум. Nănești) насеље је у Румунији у округу Бакау у општини Паринча. Oпштина се налази на надморској висини од 247 m.

## Становништво
Према подацима из 2002. године у насељу је живело 771 становника, од којих су сви румунске националности.